# Watersnuffel
De watersnuffel (Enallagma cyathigerum) is een 29 à 36 mm grote juffer uit de familie van de waterjuffers (Coenagrionidae).
De wetenschappelijke naam van de soort werd in 1840 als Agrion cyathigerum gepubliceerd door Toussaint von Charpentier.
De watersnuffel kan waargenomen worden vanaf begin mei tot in oktober meestal bij stilstaand water. De soort kan massaal voorkomen bij zure en voedselarme vennen en op hoogveen. 

## Uiterlijke kenmerken
De watersnuffel heeft een kenmerkende borststuktekening. De lichte schouderstreep is minimaal even breed, maar meestal breder dan de zwarte schoudernaadstreep die eronder ligt. Bovendien is aan de basis van de tweede zijnaad geen kort streepje aanwezig. Alleen op de eerste zijnaad bevindt zich een dergelijk streepje. Bij andere blauwe juffers zijn beide streepjes aanwezig. Het mannetje is blauw, met een relatief beperkte zwarte tekening op het achterlijf. De tekening op de bovenzijde van segment 2 is variabel, maar meestal in de vorm van een paddenstoel (of 'atoombommetje'). De segmenten 3, 4 en 5 hebben zwarte vlakjes bij de achterrand, die ongeveer een kwart van de segmentlengte innemen. Segment 6 is ongeveer voor de helft zwart, segment 7 vrijwel geheel, terwijl segment 8 en 9 geheel blauw zijn. Sporadisch komen mannetjes voor die een uitgebreidere zwarte tekening hebben. Bij de vrouwtjes hebben de achterlijfssegmenten een tekening met brede zwarte torpedovormige figuren. De lichte delen van borststuk en achterlijf zijn eenkleurig geel, bruin, groen of blauw. Aan de onderkant van segment 8 steekt een doorntje naar achteren (de vulvaardoorn), die bij waterjuffers van het geslacht Coenagrion ontbreekt.
De lichaamslengte van volwassen dieren ligt tussen 29 en 36 mm. De larven zijn vrij klein (20–25 mm.), met 6–7 mm lange afgeronde achterlijfaanhangsels (procten) die vaak donkere banden (max. drie) hebben ter hoogte van de nodaallijn. Deze nodaallijn is zonder een duidelijke bocht richting de basis van de proct en hooguit licht S-vormig gebogen. Larvenhuidjes zijn vaak lichtbruin en bijna doorzichtig.

## Vliegtijd
De watersnuffel heeft een lange vliegtijd, van begin mei tot in oktober, met de hoogste aantallen in juni, juli en augustus.

## Gedrag en voortplanting
De larven van de watersnuffel overwinteren één, soms twee keer. Ze leven meestal op of in de modderige bodem en kunnen in zeer hoge dichtheden voorkomen. Het uitsluipen gebeurt gedurende een lange periode: van begin mei tot half september. In juni, juli en augustus worden de meeste verse imago’s gezien. Jonge imago’s zwerven ver uit en zijn goed in staat om nieuwe geschikte plaatsen te koloniseren; ze zijn vaak te vinden in bosranden en heidevelden. Mannetjes vliegen in een rechte lijn laag over het water ('snuffelen') en gaan regelmatig zitten op uit het water stekende planten.

## Habitat
De watersnuffel komt vooral voor op zandgronden bij allerlei stilstaande wateren met relatief veel open water, zoals grote vennen maar ook andere grotere wateren. De grootste dichtheden zijn te vinden bij voedselarme zure vennen en hoogvenen. Grote aantallen watersnuffels zijn hier een indicator voor verzuring. In de duinstreek is de soort algemeen bij matig voedselrijk, helder water in waterwingebieden (infiltratieplassen). Bij andere voedsel- en vegetatierijke wateren is hij zeldzamer, evenals bij zwak stromend water en bij kleine wateren.

## Verspreidingsgebied
Het verspreidingsgebied van de watersnuffel loopt oostelijk tot in Mongolië en geheel Siberië. In Afrika komt de soort alleen voor in Marokko.
In Europa komt de soort vrijwel overal voor, van de Middellandse Zee tot boven de poolcirkel, behalve in IJsland. De watersnuffel komt in Nederland en België algemeen voor, maar is schaars in het noorden van Noord-Holland (uitgezonderd de duinen), in het noordoosten van Friesland en in het noorden van Groningen.

## Verwante en gelijkende soorten
De watersnuffel kan verward worden met andere blauwe juffers, vooral de azuurwaterjuffer (Coenagrion puella) en de kanaaljuffer (Erythromma lindenii).
Het beste kenmerk om de watersnuffel (mannetjes en vrouwtjes) van andere waterjuffers te onderscheiden is de borststuktekening. Op de rug van het borststuk heeft de watersnuffel meer blauw dan zwart, bij de azuurwaterjuffer is dat omgekeerd. Verder is het eerste zwarte figuurtje op het achterlijf bij de watersnuffel paddenstoelvormig, bij de andere soort hoefijzervormig. Ten slotte heeft de watersnuffel op de zijkant van het borststuk één klein zwart streepje in het blauw terwijl alle andere blauwe waterjuffers er twee hebben. Mannetjes azuurwaterjuffer ogen even blauw als de watersnuffel, maar het blauw is iets lichter en het lichaam is slanker.
Watersnuffels vertonen soms hetzelfde gedrag als kanaaljuffers: ze vliegen vlak boven het water in een rechte vlucht en gaan vlak boven de waterspiegel op plantenstengels zitten. De kanaaljuffer is herkenbaar aan de geheel blauwe ogen (zonder donker kapje), de spitse zwarte figuurtjes op het achterlijf, het korte 'lantaarntje' aan de achterlijfspunt en de lange spitse achterlijfsaanhangselen. Ze hebben net als watersnuffels vrij brede schouderstrepen.
Vrouwtjes watersnuffel zijn zeer variabel gekleurd en doen daarom vaak aan een andere waterjuffer denken, soms zelfs aan de bruine winterjuffer (Sympecma fusca). De borststuktekening is ook hier het beste kenmerk om te bepalen of het een watersnuffel is of niet.
Ook in het larvestadium is verwarring mogelijk met de azuurwaterjuffer en met de variabele waterjuffer (Coenagrion pulchellum). Bij deze soorten loopt de nodaallijn met een duidelijk bocht richting de basale zijde van de proct. Onder vergroting is ook te zien dat deze soorten een kleine doorn hebben aan de basis van de voorste borstelhaar op de labiale palp. Er is ook enige gelijkenis met de gaffelwaterjuffer, maar bij deze is onder vergroting te zien dat de afstand tussen de buitenste borstelhaar op het vangmasker (prementum) en de buitenrand kleiner is.

## Bedreigingen en bescherming
De soort staat op de Rode Lijst van de IUCN als niet bedreigd, beoordelingsjaar 2007. Op de Nederlandse Rode lijst (libellen) van 2004 en 2015 komt de watersnuffel niet voor. Op de Belgische Rode Lijst (1998) geldt hij als niet bedreigd.

## Afbeeldingen
Op de foto is een kenmerkend verschil met echte libellen (Anisoptera) goed zichtbaar: juffers houden de vleugels in rust samengeklapt boven zich, terwijl echte libellen de vleugels horizontaal houden (vergelijk bijvoorbeeld met de paardenbijter).

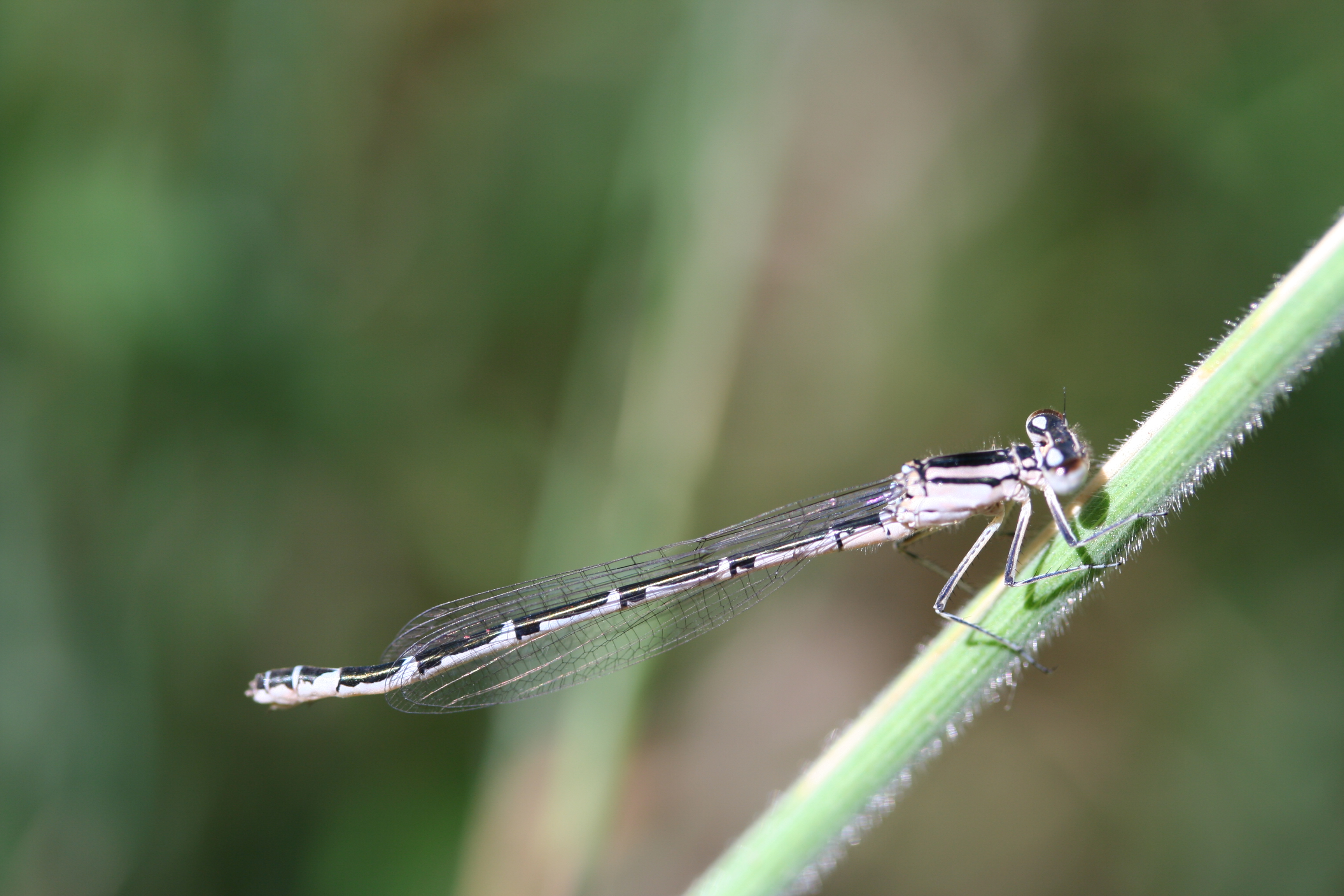
Vrouwelijke watersnuffel